# Elizabeth May (femme politique)
Pour les articles homonymes, voir Elizabeth May.
Elizabeth May, née le 9 juin 1954 à Hartford (Connecticut), est une femme politique, militante de l'environnement, auteure et avocate canadienne.
Le 26 août 2006, elle est élue chef du Parti vert du Canada lors du congrès d'investiture à Ottawa (Ontario). Lors des élections de 2011, elle devient la première députée fédérale élue sous l'étiquette du Parti vert, dans la circonscription de Saanich—Gulf Islands. Elle est réélue aux élections de 2015 et 2019. Elle quitte la direction du Parti vert le 4 novembre 2019. Elle revient cependant à sa tête après les élections internes suivant la défaite importante du parti vert aux élections fédérales de 2021.

## Biographie
May naît au Connecticut (États-Unis) au sein d'une famille aisée. Sa mère était une militante antinucléaire importante. Sa famille s'installe à l'Île du Cap-Breton en Nouvelle-Écosse en 1972. May obtient son diplôme de droit de la Dalhousie Law School en 1983. Elle travaille comme conseillère pour l'environnement auprès de Tom McMillan, ministre de l'Environnement sous Brian Mulroney. Elle vit à Ottawa avec sa fille Victoria-Cate, née en 1991.
Anglicane pratiquante, elle avait étudié la théologie à partir de 2004 à l'Université Saint-Paul d'Ottawa avec pour but de devenir prêtre mais abandonne ses études faute de temps. Elle reçoit un doctorat honoris causa en théologie de l'Atlantic School of Theology (en) au début de 2015.
Elle est directrice exécutive du Sierra Club pour le Canada de 1989 à 2006.
Le 9 mai 2006, May se lance dans la course au leadership du Parti vert du Canada. Elle annonce son intention de faire du parti « une force » qui aurait de l'influence et « ébranlera la politique de ce pays comme aucun parti ne l'a fait auparavant ». Parmi ses principaux enjeux, elle a cité la « catastrophe planétaire majeure » et la « crise du climat », ainsi que la « crise de la démocratie ».
May n'avait auparavant fait allégeance à aucun parti politique , bien qu'elle ait publiquement appuyé la candidature de Bill Blaikie à la direction du Nouveau Parti démocratique en 2003, course qui fut finalement gagnée par Jack Layton.
May a été élue à la tête du Parti vert avec 65 % des voix au premier tour de vote. Elle a ensuite conclu une alliance tacite avec le chef libéral Stéphane Dion.
Elle mène le Parti vert lors de l'élection fédérale canadienne de 2008. Candidate dans la circonscription de Central Nova, elle est battue, avec 32 % des voix, par le candidat conservateur Peter MacKay (46 %).
Le 2 mai 2011, lors de Élection fédérale canadienne, elle est élue députée de la circonscription de Saanich-Gulf Islands située sur l'île de Vancouver. Celle-ci bat le ministre conservateur sortant Gary Lunn avec 47 % des voix au scrutin. Cette victoire marque la toute première élection d'un membre du Parti vert au Parlement canadien (l'ancien député libéral Blair Wilson étant devenu vert peu de temps avant de perdre son siège lors de l'élection fédérale canadienne de 2008). Elle devient ainsi la première députée élue sous l'étiquette du Parti vert du Canada.
Le 19 octobre 2015 et le 21 octobre 2019, elle est réélue dans la même circonscription pour un second, puis un troisième mandat. Peu après sa réélection, elle annonce sa démission comme chef de parti le 4 novembre 2019 alors que les Verts sont arrivés en cinquième position quant aux votes exprimés. Lors de la conférence de départ, elle annonce que la chef adjointe Jo-Ann Roberts assurera le poste de chef intérimaire tandis qu'elle demeurera chef parlementaire, l'empêchant alors d'être candidate au poste de Présidente de la Chambre de communes comme elle l'avait pressentie Son départ amène une course à la direction du parti en 2020.
En juillet 2022, elle exprime un intérêt pour une candidature à la chefferie pour Élection à la direction du Parti vert du Canada de 2022, sur un modèle de co-direction avec le militant pour les droits humains, Jonathan Pedneault.
Le 9 janvier 2025, elle lance de manière ironique le débat sur l'intégration de trois États américains au Canada en réponse aux propos du président américain Donald Trump sur le 51e État en échange d'une couverture médical universel et de lois stricte sur les armes à feu : la Californie, l'Oregon et le Washington.